# Iameno
Iameno (greco, Ἰαμενός), figura mitologica dell'Iliade (XII, v. 193), fu un guerriero troiano.
Iameno fu ucciso dall'acheo Leonteo durante l'assalto alle mura di Troia.
()